# Harry d'Abbadie d'Arrast
Harry d'Abbadie d'Arrast (Buenos Aires, 6 de maig de 1897-Montecarlo, 17 de març de 1968) va ser un director i guionista argentí. Va ser nominat als Premis Oscar de 1931 en l'ara extinta categoria de millor argument per la pel·lícula Laughter. a seva nominació va ser compartida amb els estatunidencs Donald Ogden Stewart i Douglas Z. Doty.

## Biografia
Fill d'una família de l'aristocràcia basca amb casa solar en Iparralde, Harry va néixer a Buenos Aires però sent jove va ser a París per a estudiar arquitectura. Després de combatre en la I Guerra Mundial va marxar a Hollywood on va conèixer a Charles Chaplin, que li va contractar com a assessor tècnic de A Woman of Paris (1923) i de La quimera de l'or.
Adolphe Menjou el va presentar als directius de la Paramount, on entre 1927 i 1933 dirigiria diverses comèdies que Ernst Lubitsch considerava «entre les més delicioses de la història del cinema». Sucedió en España (La traviesa molinera) és considerada com una de les principals produccions de temps de la II República.

## Obres

### Filmografia com a director
- La quimera de l'or (1925) (assistent de direcció, sense acreditar)
- A Gentleman of Paris (1927)
- Serenade (1927)
- Service for Ladies (1927)
- Wings (1927) (sense acreditar)
- Dry Martini (1928)
- The Magnificent Flirt (1928)
- Laughter (1930)
- Raffles (1930) (sense acreditar)
- Topaze (1933)
- La traviesa molinera (1934)
- El sombrero de tres picos (1935)

### Com a guionista
- The Magnificent Flirt (1928)
- Laughter (1930)
- Die Männer um Lucie (1931)
- Lo mejor es reír (1931)
- Rive gauche (1931)
- La traviesa molinera (1934)

## Premis i distincions
Premis Óscar
| Any  | Categoria       | Pel·lícula | Resultat |
| ---- | --------------- | ---------- | -------- |
| 1931 | Millor argument | Laughter   | Nominat  |